# 世田谷区社会福祉協議会
世田谷区社会福祉協議会（せたがやくしゃかいふくしきょうぎかい）は、東京都世田谷区にある、地域福祉の推進を図ることを目的とする社会福祉法人で、略称は世田谷区社協である。

## 沿革
- 1952年（昭和27年）12月　世田谷、玉川、砧の各地域に任意団体の社会福祉協議会（以下社協）が発足。その後、1969年（昭和44年）にかけて3団体とも社会福祉法人となる。
- 1986年（昭和61年）10月　社会福祉事業法（現社会福祉法）の改正で、1自治体につき1社協の原則が示され、3つの社協が合併。 社会福祉法人世田谷区社会福祉協議会が設立される。
- 1986年（昭和61年）～2000年（平成12年）　区立老人休養ホーム「ふじみ荘」の運営受託を皮切りに、高齢者センター「新樹苑」をはじめ、高齢者在宅サービスセンター5ヶ所、ガイドヘルパー・手話奉仕員派遣事業を受託し、事業が大きく拡大。その後も、老人福祉センター「厚生会館」や福祉喫茶の受託運営を開始。
- 1999年（平成11年）4月　2000年（平成12年）4月スタートの介護保険法に先立ち、世田谷区は介護関連サービス事業一本化の方針に。それに基づき、各高齢者在宅サービスセンター及び新樹苑の運営が世田谷区社会福祉事業団に移管される。
- 1999年（平成11年）10月　地域福祉権利擁護事業の開始。
- 2000年（平成12年）4月　「ふれあいサービス（住民同士で支えあう有償家事援助）」をはじめ、在宅福祉サービス等を展開する世田谷ふれあい公社と統合。
- 2005年（平成17年）4月　これまで3地域（世田谷・玉川・砧）の区分で行ってきた事業を、行政区分と同様の5地域で展開することに。それに伴い組織改編が行われ、新たに5つの地域社協事務所が設置される。
- 2005年（平成17年）10月　世田谷区成年後見支援センターの受託運営を開始。
- 2006年（平成18年）10月　世田谷区社協設立20周年を迎える。

## キャラクター
- ココロン　詳細は、ココロン (世田谷区社会福祉協議会)を参照。